# Molina Rocks
Die Molina Rocks (spanisch Rocas Molina) sind eine Gruppe von Klippenfelsen vor der Nordküste der Trinity-Halbinsel im Norden der Antarktischen Halbinsel. Sie liegen 6 km westlich der Tupinier-Inseln.
Teilnehmer der 5. Chilenischen Antarktisexpedition (1950–1951) benannten sie vermutlich nach einem Expeditionsmitglied. Das UK Antarctic Place-Names Committee übertrug diese Benennung 1964 ins Englische.